# Zodiac (film)
Zodiac is een Amerikaans misdaad-mystery uit 2007 onder regie van David Fincher. Het verhaal berust op ware feiten over de seriemoordenaar de Zodiac Killer beschreven in Robert Graysmiths boeken Zodiac en Zodiac unmasked, die door James Vanderbilt bewerkt werden tot scenario.
De film werd genomineerd voor meer dan twintig prijzen, waaronder de Gouden Palm van het Filmfestival van Cannes 2007, de Saturn Award voor beste thriller, de Writers Guild of America Award voor beste bewerkte script en Satellite Awards voor beste script, beste cinematografie en beste bijrolspeler (Brian Cox). Geen van de nominaties werd verzilverd.

## Verhaal
Een aantal moorden doet vermoeden dat er een seriemoordenaar actief is. Die krijgt de bijnaam Zodiac door brieven die bij verschillende kranten binnenkomen telkens wanneer er (een) slachtoffer(s) is gevallen. Hierin zit iedere keer een bericht in geheimschrift. Verschillende rechercheurs onderzoeken de zaak, maar ook nieuwsbladmedewerkers Robert Graysmith (Jake Gyllenhaal) en Paul Avery (Robert Downey jr.) proberen een oplossing te vinden. Omdat de identiteit van Zodiac steeds maar ongewis blijft, raken ze zo geobsedeerd door de zaak dat hun privéleven eronder begint te lijden.

## Rolverdeling
| - Jake Gyllenhaal - Robert Graysmith - Mark Ruffalo - Inspecteur David Toschi - Anthony Edwards - Inspecteur William Armstrong - Robert Downey jr. - Paul Avery - Brian Cox - Melvin Belli - John Carroll Lynch - Arthur Leigh Allen - Richmond Arquette - Zodiac #1 en #2 - Bob Stephenson - Zodiac #3 - John Lacy - Zodiac #4 - Chloë Sevigny - Melanie - Ed Setrakian - Al Hyman - John Getz - Templeton Peck - John Terry - Charles Thieriot - Candy Clark - Carol Fisher - Elias Koteas - Brigadier Jack Mulanax - Dermot Mulroney - Hoofdinspecteur Marty Lee - Donal Logue - Hoofdinspecteur Ken Narlow - June Diane Raphael - Mrs. Toschi - Ciara Hughes - Darlene Ferrin - Lee Norris - Mike Mageau (jonge versie) | - Jimmi Simpson - Mike Mageau - Patrick Scott Lewis - Bryan Hartnell - Pell James - Cecilia Shepard - Philip Baker Hall - Sherwood Morrill - Jason Wiles - Labtechnicus Dagitz - Charles Schneider - Paul Stine - James Carraway - Shorty - Tom Verica - Jim Dunbar - Joel Bissonnette - Inspecteur Kracke - Zach Grenier - Mel Nicolai - Matt Winston - John Allen - Jules Bruff - Catherine Allen - John Ennis - Terry Pascoe - Adam Goldberg - Duffy Jennings - James LeGros - Officier George Bawart - Charles Fleischer - Bob Vaughn - Clea DuVall - Linda del Buono - Paul Schulze - Sandy Panzarella - Ione Skye - Kathleen Johns - John Mahon - Hoofdinspecteur Riverside-politie |

## Trivia
- Acteur Philip Baker Hall speelde ook mee in de televisiefilm Zodiac uit 2005.
- De echte Dave Toschi (Mark Ruffalo), de politieagent, was in de jaren zestig een inspiratie voor het filmpersonage Bullitt (Steve McQueen).
- Het logo van Warner Bros. en dat van Paramount Pictures aan het begin van de film zijn bijna identiek aan de logo's van deze studio's in 1969.